# 4517-es mellékút (Magyarország)
A 4517-es számú mellékút egy körülbelül 13 kilométer hosszú, négy számjegyű mellékút Csongrád-Csanád vármegye területén; Csongrádot köti össze a nyugati határában elterülő, részben már Felgyőhöz tartozó tanyavilággal. Korábban a mainál jelentősebb út lehetett, de a tanyai lakosság számának csökkenése a jelentőségének elvesztéséhez vezetett: mintegy három kilométernyi szakasza ma már csak földútként húzódik.

## Nyomvonala
Kilométer-számozása a 2+112-es kilométerszelvénytől indul, azon a ponton a 451-es főútból ágazik ki, mint a 4513-as út egyenes folytatása, Csongrád elkerülő szakaszának nyugati részén. „Nulladik” kilométere ebből ítélve valahol Csongrád központjában volt, mára azonban a belterületi szakaszait részben önkormányzati úttá minősíthették vissza, részben a 4513-ashoz sorolhatták át.
A 451-es főút körforgalmú csomópontját elhagyva nyugat-délnyugat felé indul, majd 6,5 kilométer után átlép Felgyő területére. 9,3 kilométer után egy elágazáshoz ér: a 45 117-es út torkollik bele észak felől: ezen a 451-esre lehet felhajtani, illetve a MÁV Kiskunfélegyháza–Orosháza-vasútvonalának Kettőshalom megállóhelyét is ez az út szolgálja ki. Innen egy darabig még burkolt, bár keskeny útpályával húzódik tovább, majd nagyjából a 10+300-as kilométerszelvénye táján eltűnik felszínéről a burkolat. Utolsó három kilométerén földútként húzódik, így is ér véget, beletorkollva a 4518-as útba, annak 3+950-es kilométerszelvénye táján.
Teljes hossza, az országos közutak térképes nyilvántartását szolgáló kira.gov.hu adatbázisa szerint 13,105 kilométer.

## Települések az út mentén
- Csongrád
- (Felgyő)